# Wołodymyr Kuryło
Wołodymyr Iwanowycz Kuryło (ur. 10 listopada 1961 w Jabłuniwie k. Kaniowa) – ukraiński prawnik, dr hab., profesor Katedry Własności Intelektualnej, Prawa Administracyjnego i Europejskiego Wydziału Ekonomii i Zarządzania Politechniki Opolskiej.

## Życiorys
Obronił pracę doktorską, następnie uzyskał stopień doktora habilitowanego. Był profesorem Katedry Własności Intelektualnej, Prawa Administracyjnego i Europejskiego Wydziału Ekonomii i Zarządzania Politechniki Opolskiej.